# Dal van de Groote Beerze
Dal van de Groote Beerze is de naam van een beheerseenheid van het Brabants Landschap die 298 ha groot is en bestaat uit een aantal terreinen in het dal van de Groote Beerze tussen Bladel, Hapert en Westelbeers.
Het omvat de gebieden Beersbroek en Steenselaarbeemden aan de westkant van het riviertje, en het gebied Grijze Steen aan de oostkant. De eerste twee gebieden zijn kleinschalige cultuurlandschappen met wat stukjes bos en weiland, en houtwallen. Het Beersbroek kent ook schraalgraslandjes met Dotterbloem, Poelruit, Moerasviooltje, Klein glidkruid, Kleine valeriaan, Brede orchis, Blauwe knoop en Spaanse ruiter. De Grijze Steen bevat nog een heideveldje, waar ook Klein warkruid, Moeraswolfsklauw, Zonnedauw en Klokjesgentiaan valt aan te treffen.
Men vindt in dit gebied ook leemputten, overblijfsel van delfstofwinning van de mens voor de vervaardiging van blauwgrijze stenen, vanwaar de naam afkomstig is.
Men is sinds 2005 bezig om de Grote Beerze weer haar oorspronkelijke meanderende loop terug te geven. Overstromingsgebiedjes zijn daarbij aangelegd maar het water is nog te voedselrijk om regelmatig de schraalgraslandjes te overstromen. Daarom zijn deze van een kade voorzien, terwijl door Waterschap De Dommel een zuiveringsmoeras is aangelegd.

## Externe bron
- Vic Bakker en Thijs Caspers (red.): Brabant in de Ban van Buiten, 2007. Uitgave: Stichting Brabants Landschap